# Rusal
OK Rusal (rusko ОК РУСАЛ) je največji proizvajalec aluminija na svetu.Rusal ima kapacitete okrog 4,5 milijona ton primarnega aluminija na leto (8% svetovne proizvodnje) in 11,5 milijona tona glinice (7% svetovne proizvodnje).Rusal proizvede tudi 80 tisoč ton aluminijeve folje na leto.  Podjetje operira v 19 državah na petih kontinentih in zaposluje okrog 72 tisoč delavcev. Sedež podjetja je v Moskvi.